# Adams Center
Adams Center és una concentració de població designada pel cens dels Estats Units a l'estat de Nova York. Segons el cens del 2000 tenia 1.500 habitants.

## Demografia
Segons el cens del 2000, Adams Center tenia 1.500 habitants, 560 habitatges, i 398 famílies. La densitat de població era de 116,8 habitants per km².
Dels 560 habitatges en un 37,5% hi vivien nens de menys de 18 anys, en un 56,8% hi vivien parelles casades, en un 9,8% dones solteres, i en un 28,9% no eren unitats familiars. En el 22,1% dels habitatges hi vivien persones soles el 8,8% de les quals corresponia a persones de 65 anys o més que vivien soles. El nombre mitjà de persones vivint en cada habitatge era de 2,68 i el nombre mitjà de persones que vivien en cada família era de 3,13.
Per edats la població es repartia de la següent manera: un 28,2% tenia menys de 18 anys, un 8,6% entre 18 i 24, un 30,1% entre 25 i 44, un 22,1% de 45 a 60 i un 11% 65 anys o més.
L'edat mediana era de 36 anys. Per cada 100 dones de 18 o més anys hi havia 89,9 homes.
La renda mediana per habitatge era de 41.938 $ i la renda mediana per família de 49.485 $. Els homes tenien una renda mediana de 35.441 $ mentre que les dones 24.219 $. La renda per capita de la població era de 16.288 $. Entorn del 5,2% de les famílies i el 6,9% de la població estaven per davall del llindar de pobresa.

## Poblacions més properes
El següent diagrama mostra les poblacions més properes.